# Biokraftstoff

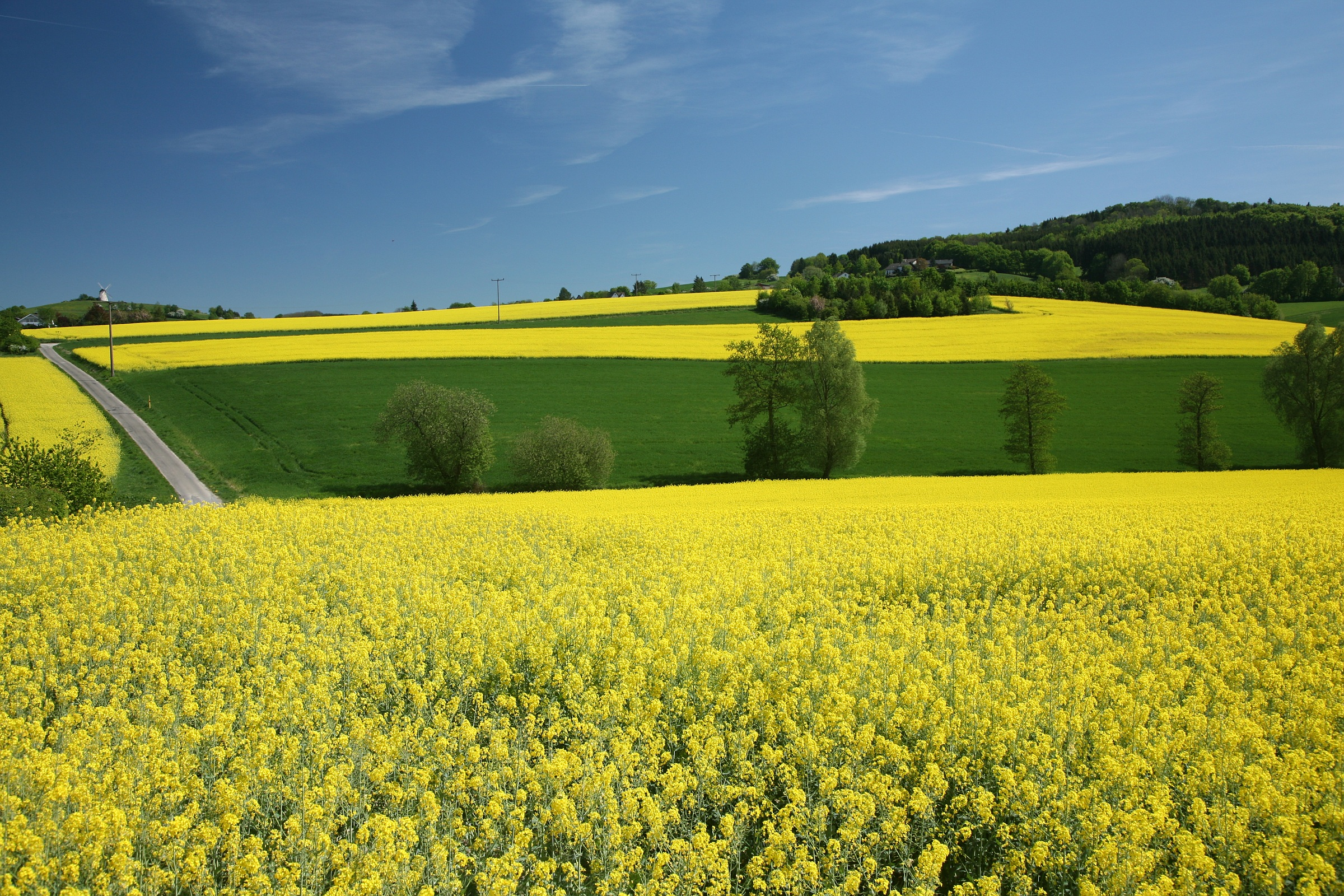
Rapsfelder. In Deutschland ist Rapsöl für die Biokraftstoffherstellung bedeutend.

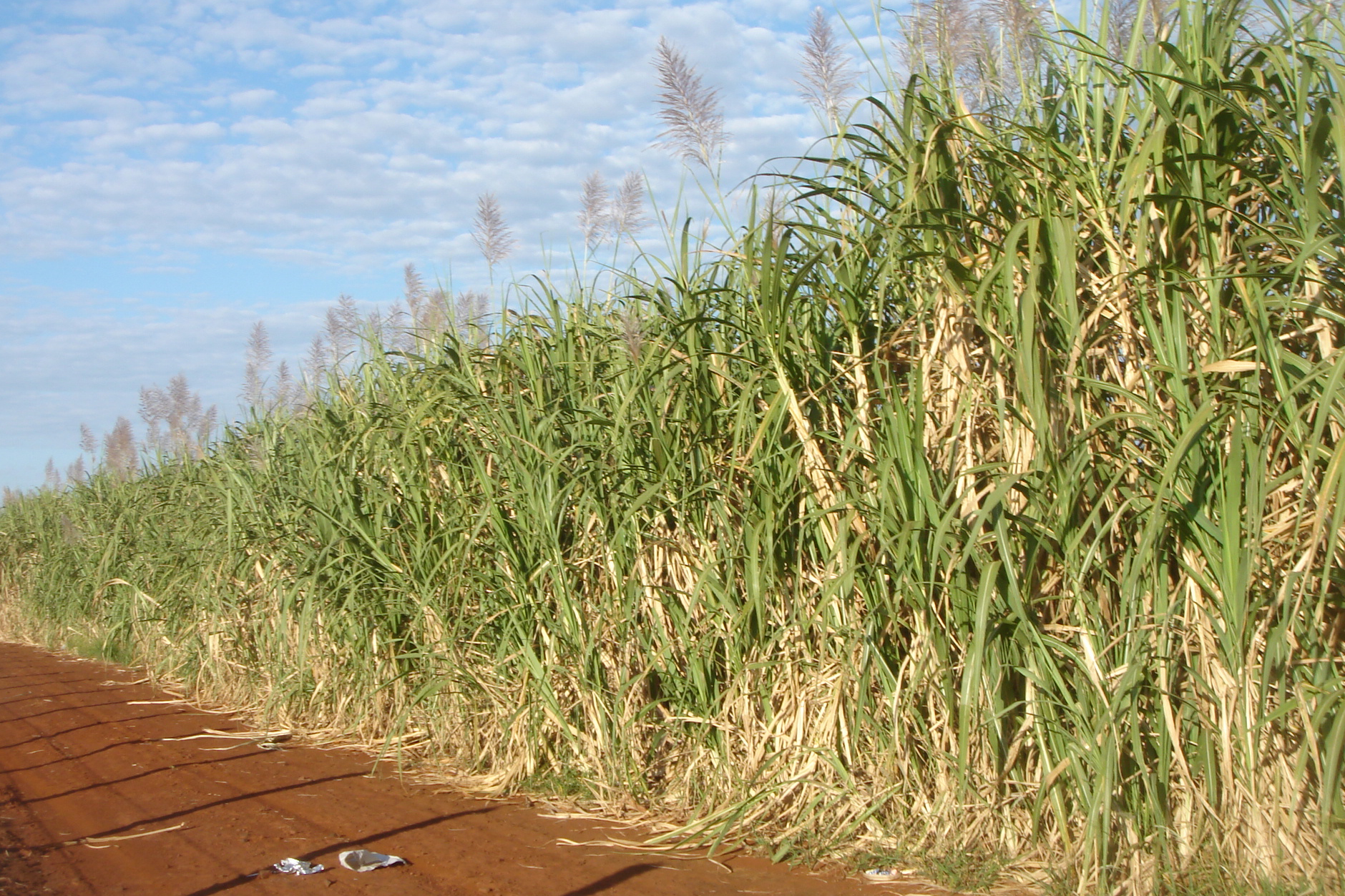
Zuckerrohrplantage. In Brasilien ist Bioethanol aus Rohrzucker der bedeutendste Biokraftstoff.

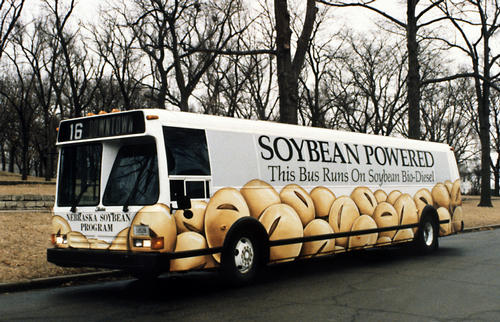
Omnibus mit Biodieselantrieb aus Soja

Biokraftstoff (auch Biotreibstoff, Agrotreibstoff oder Agrartreibstoff) ist Kraftstoff, der aus Biomasse erzeugt wird, also eine Anwendungsform der Bioenergie. Biokraftstoffe sind meist flüssig, manchmal auch gasförmig und kommen für den Betrieb von Verbrennungsmotoren in mobilen und stationären Anwendungen zum Einsatz. Ausgangsstoffe der Biokraftstoffe sind nachwachsende Rohstoffe wie Ölpflanzen, Getreide, Zuckerrüben oder -rohr, Wald- und Restholz, Holz aus Schnellwuchsplantagen, spezielle Energiepflanzen und tierische Abfälle. Das Präfix Bio weist hier nicht auf eine Herkunft aus ökologischer Landwirtschaft hin, sondern auf den pflanzlichen (biologischen) Ursprung. Die Klimaneutralität und ökologische Vorteilhaftigkeit von Biokraftstoffen ist umstritten.

## Biokraftstoffarten
Es werden häufig Biokraftstoffe der ersten und zweiten, gelegentlich auch der dritten Generation, voneinander unterschieden. Diese Klassifizierung ist jedoch problematisch, da es klare Abgrenzungen nicht gibt. Für die Erzeugung von Kraftstoffen der ersten Generation wird nur die Frucht (Öl, Zucker, Stärke) für die Kraftstoffproduktion genutzt, ein Großteil der Pflanze wird als Futtermittel verwendet. Bei Kraftstoffen der zweiten Generation wird fast die vollständige Pflanze verwendet, teilweise einschließlich der schwer aufschließbaren Cellulose. Bei Algenkraftstoff wird auch vom Kraftstoff der dritten Generation gesprochen, da Algen eine deutlich höhere Biomasse-Produktivität pro Fläche aufweisen als Pflanzen. Kraftstoffe der zweiten und dritten Generation erfordern einen meist deutlich höheren technischen und finanziellen Aufwand und können daher bisher, außer Biomethan, noch nicht wirtschaftlich erzeugt werden.
Wichtige Faktoren bei der Bewertung des Potentials und der Nachhaltigkeit von Biokraftstoffen sind der Ertrag (Äquivalente fossiler Kraftstoffe) und der Preis:
| Biokraftstoff               | Ertrag/ha | Kraftstoffäquivalenz [l] | Kraftstoffäquivalent pro Fläche [l/ha] | Fahrleistung [km/ha] |
| --------------------------- | --------- | ------------------------ | -------------------------------------- | -------------------- |
| Pflanzenöl (Rapsöl)         | 1590 l    | 0,96                     | 1526                                   | 23300 + 17600        |
| Biodiesel (Rapsmethylester) | 1550 l    | 0,91                     | 1411                                   | 23300 + 17600        |
| Bioethanol (Weizen)         | 2760 l    | 0,65                     | 1794                                   | 22400 + 14400        |
| Biomethan (mit Mais)        | 3540 kg   | 1,4                      | 4956                                   | 67600                |
| BtL (aus Energiepflanzen)   | 4030 l    | 0,97                     | 3909                                   | 64000                |
| BtL (aus Stroh)             | 1361 l    | 0,97                     | 1320                                   | 21000                |

1. ↑  1 l Biokraftstoff bzw. 1 kg Biomethan entspricht dieser Menge konventionellen Kraftstoffs
2. ↑  ohne Nebenprodukte
3. ↑  separate Berechnung, nicht auf den anderen Daten basierend
4. 1 2 3   mit Biomethan aus Nebenprodukten Rapskuchen/ Schlempe/ Stroh
5. 1 2  auf Basis von FT-Kraftstoffen

### Erste Generation
Pflanzenölkraftstoff
besteht aus unbehandeltem oder raffiniertem Pflanzenöl in Reinform. Seine Eigenschaften sind in der DIN-Norm DIN 51605 beschrieben. In Deutschland ist der Grundstoff in der Regel Rapsöl (Rapsölkraftstoff). In den chemischen Eigenschaften unterscheidet es sich vom Dieselkraftstoff, weshalb eine Anpassung der Motoren an diesen Kraftstoff erforderlich ist. Die Herstellung von Pflanzenöl erfolgt sowohl großtechnisch (Ölextraktion) als auch in kleineren, dezentralen Ölmühlen (Kaltpressung).
Biodiesel
ist ein Fettsäuremethylester (FAME), der aus Pflanzenölen hergestellt wird. Seine Eigenschaften sind in der Norm EN 14214 beschrieben. Mit Biodiesel kann Dieselkraftstoff substituiert werden. In Deutschland ist der Grundstoff meistens Rapsöl, deshalb wird Biodiesel oft als RME (Rapsöl-Methylester) bezeichnet. Biodiesel ist in seinen chemischen Eigenschaften an diejenigen des Dieselkraftstoffes angepasst worden. Die Herstellung von Biodiesel erfolgt in der Regel in großtechnischen Anlagen.
Bioethanol
wird durch Vergärung biogener Rohstoffe und anschließende Destillation hergestellt. Eine Qualitätsbeschreibung liegt seit August 2008 mit der DIN 51625 vor. Benzin kann durch Bioethanol substituiert werden. In Deutschland werden für die Herstellung von Bioethanol vorwiegend Zuckerrüben und Getreide (Weizen, Roggen) verwendet, Mais und andere Rohstoffe haben nur eine geringe Bedeutung. In Brasilien deckt Ethanol aus Zuckerrohr einen großen Teil des nationalen Treibstoffbedarfs, in den USA wird vorwiegend Mais verwendet. Die chemischen Eigenschaften unterscheiden sich vom Benzin, weshalb eine Anpassung der Fahrzeugmotoren erforderlich ist. Die wichtigste Einsatzform von Bioethanol in Europa ist die Beimischung zu Benzin. So wird Superbenzin mit bis zu 5 % Bioethanol gemischt, E10 mit bis zu 10 %. Daneben gibt es noch den Ethanol-Kraftstoff, welcher aus 85 % Ethanol und 15 % Benzin besteht und von Flexible Fuel Vehicles verwendet werden kann. Manche dieser Fahrzeuge, wie der Koenigsegg Agera R bringen ihre maximale Leistung sogar nur mit dem hochprozentigen Ethanolgemisch.

### Zweite Generation
Biomethan („Bioerdgas“)
wird aus dem Vorprodukt Biogas hergestellt. Für die Erzeugung von Biogas kommen in der Regel Energiepflanzen, Gülle und/oder organische Reststoffe als Gärsubstrate zum Einsatz. Bei der nachgeschalteten Aufbereitung zu Biomethan werden unter anderem die störenden Bestandteile Kohlendioxid und Schwefelwasserstoff aus dem Biogas entfernt, und das verbleibende Produkt verdichtet (Biogasaufbereitung). Die vollständige Methanisierung des CO2 kann auch mittels EE-Gas aus der Elektrolyse mit erneuerbarem Überschussstrom geschehen. Eine Qualitätsbeschreibung liegt mit der technischen Regel G 260 des DVGW seit Mai 2008 vor. Mit Biomethan kann Benzin oder Erdgas substituiert werden. Fahrzeuge, die für den Einsatz von reinem oder bivalentem Erdgasbetrieb umgerüstet sind, können mit Biomethan betrieben werden.
BtL-Kraftstoffe („Biomass-to-Liquid“, synthetische Biokraftstoffe)
können aus verschiedenen organischen Rohstoffen hergestellt werden. Sie gehören zur Gruppe der synthetischen Kraftstoffe (XtL-Kraftstoffe). BtL-Kraftstoffe können auf die jeweiligen Erfordernisse moderner Motoren zugeschnitten werden und beispielsweise Dieselkraftstoff ersetzen. BtL-Kraftstoffe sind noch im Entwicklungsstadium und noch nicht auf dem Markt erhältlich.
Cellulose-Ethanol
ist chemisch identisch mit Bioethanol. Als Rohstoff wird jedoch Cellulose eingesetzt. Diese macht einen großen Anteil der Biomasse aus, kann aber bisher wegen ihrer schlechten enzymatischen Zugänglichkeit nicht genutzt werden. Aktuell wird versucht, Verfahren zu entwickeln, mit denen auch aus Pflanzenresten, wie Stroh oder aus Holz, der Kraftstoff Ethanol wirtschaftlich gewonnen werden kann.
Biokerosin
ist ein Kraftstoff, der das Kerosin auf der Basis fossiler Kraftstoffe ersetzen soll. Grundlage können verschiedene hydrierte Pflanzenöle sein, wie Raps-, Palm- oder Jatrophaöl. Auch Algen mit hohem Ölanteil werden als Grundlage für zukünftige Entwicklungen diskutiert. Ein erster Testflug mit Biodiesel auf der Grundlage von hydriertem Pflanzenöl (HVO) in der zivilen Luftfahrt fand im Januar 2009 durch die Air New Zealand statt. Die Fluggesellschaften Lufthansa und KLM setzen ab Mitte 2011 auf einigen Flügen im kommerziellen Passagierflug eine 50%ige Bio-Kerosinmischung ein. Im September 2014 führte die Lufthansa den ersten europäischen Linienflug mit Biokerosin auf Zuckerbasis durch. Verschiedene Umweltorganisationen, darunter Rettet den Regenwald, kritisierten die Testflüge massiv und machten darauf aufmerksam, dass diese Projekte weder klimafreundlich noch sozialverträglich seien. Denn für Pflanzenöle, besonders Palmöl, werden allzu oft Regenwälder abgeholzt und Moore trockengelegt. Das führt laut Experten teils zu schädlicheren Auswirkungen als herkömmlicher Treibstoff.
Der brasilianische Flugzeughersteller Embraer stellt seit Einführung 2004 nach dem Erstflug der „Ipanema“ durch die Ingenieurgruppe um Vincent Camargo Flugzeuge mit Alkoholen (Bioethanol) der zweiten Generation bereit.
Die Forschung zu Biokraftstoffen der zweiten Generation ist in vollem Gange. In der Schweiz betreibt das Paul Scherrer Institut und die EMPA Forschung zur Produktion von Biokraftstoffen der zweiten Generation. Dazu werden Rest- und Abfallstoffe wie etwa Gülle, Restholz, Kompost oder auch Nahrungsmittelabfälle aus der Gastronomie verwendet.

### Weitere Biokraftstoffe
Eine Reihe weiterer Stoffe gelten gemäß der EU-Richtlinie 2003/30/EG als Biokraftstoffe, haben aber in der Praxis eine untergeordnete Bedeutung.
- Biomethanol (Methanol aus Biomasse)
- Biodimethylether (DME, Dimethylether aus Biomasse)
- Bio-ETBE (Ethyl-Tertiär-Butylether auf Grundlage von Bioethanol)
- Bio-MTBE (Methyl-Tertiär-Butylether auf Grundlage von Biomethanol)
- Biowasserstoff (Wasserstoff aus Biomasse)
- Biobutanol (Butanol aus Biomasse)
- Synthetischer Biokraftstoff

Ether werden vor allem von der European Fuel Oxygenates Association (EFOA), einer Lobbyorganisation der Produzenten von MTBE, ETBE, TAME und TAEE propagiert.

## Bedeutung und Perspektive
Biokraftstoffe können die fossilen Kraftstoffe Diesel, Benzin und Erdgas substituieren. Teilweise müssen Motoren oder Kraftstoffsysteme an die Biokraftstoffe angepasst werden. Biokraftstoffe werden entweder in Reinform oder als Beimischungen zu fossilen Kraftstoffen verwendet.
Die EU-Richtlinie 2009/28/EG (Erneuerbare-Energien-Richtlinie) (Nachfolger der Richtlinie 2003/30/EG) beschreibt und regelt die Verwendung von Biokraftstoffen in Europa. Ein wichtiger Aspekt ist die Kontrolle der Nachhaltigkeit, die bei Biokraftstoffen regelmäßig in der Diskussion ist. Die Umsetzung in deutsches Recht erfolgte mit der Biokraftstoff-Nachhaltigkeitsverordnung. Das Biokraftstoffquotengesetz bzw. das Gesetz zur Änderung der Förderung von Biokraftstoffen schrieb bis 2014 einen Anteil von 6,25 % am Gesamtkraftstoffmarkt vor. Seit dem 1. Januar 2015 gilt die sogenannte Treibhausgas-Quote (THG-Quote §§ 37a ff. BImSchG). Demnach ist die Mineralölindustrie verpflichtet, den Treibhausgasausstoß der von ihr verkauften Kraftstoffe („in den Verkehr gebracht“) im Vergleich zum Jahr 2010 zu senken: Ab 2015 um 3,5 %, 2017 um 4 % und ab dem Jahr 2020 um 6 %. Um diese Minderung des Treibhausgas-Ausstoßes zu erreichen, nutzt die Mineralölindustrie Biokraftstoffe.
Die zukünftige Bedeutung von Biokraftstoffen hängt unter anderem von folgenden Faktoren ab.
- Preisentwicklung bei den fossilen Kraftstoffen: Steigende Preise für konventionelle Kraftstoffe erhöhen die Konkurrenzfähigkeit von Biokraftstoffen.
- Politische Rahmenbedingungen: Durch Gesetze, wie das Biokraftstoffquotengesetz, kann eine Förderung erfolgen.
- Besteuerung: Biokraftstoffe unterliegen bei reiner Verwendung einer Steuerermäßigung nach dem Energiesteuergesetz. Teilweise wird die Ermäßigung sukzessiv aufgehoben.
- Regionale und globale Rohstoffpotenziale: Die Größen der nutzbaren Potentiale bestimmen die zukünftige Bedeutung der Biokraftstoffe. Die Größe der Potentiale wiederum wird von vielen Faktoren beeinflusst (dazu Potenziale und Flächenbedarf).
- Rohstoffpreise: Die Rohstoffpreise schwanken teilweise sehr stark. Landwirtschaftliche Produkte können sich, beispielsweise in schlechten Erntejahren, stark verteuern (Agflation).
- Herstellungskosten: Durch neue und weiterentwickelte Verfahren können sich die Produktionskosten verringern. Größere Produktionsmengen haben in der Regel den gleichen Effekt.

Einige Biokraftstoffe können auch regional in dezentralen, kleinen Produktionsanlagen wirtschaftlich hergestellt werden, wie Pflanzenöl und Bioethanol auf landwirtschaftlichen Betrieben und in Alkoholbrennereien, aber auch in Großanlagen. Anlagen zur Produktion von Biodiesel und BtL-Kraftstoff dagegen sind in Errichtung und Betrieb komplexer und erfordern größere, überregionale Produktionseinheiten.
Biokraftstoffe kommen als Reinkraftstoffe sowie als Beimischungen zu fossilen Kraftstoffen zum Einsatz. Innerhalb der Europäischen Union werden verbindliche Ziele für den Anteil von Biokraftstoffen am Energiemix des Transportsektors diskutiert. Mit der EU-Richtlinie 2003/30/EG wurden Anteile von 6,25 % bis 2014 gefordert (2 % bis 2005, 2,75 % bis 2006 und 5,75 % bis 2010). Wegen der mangelnden Umsetzung wurde in der EU-Richtlinie 2009/28/EG (Biokraftstoffrichtlinie) ein verbindlicher Wert von 10 % erneuerbarer Energie im Verkehrssektor bis 2020 festgelegt, wobei sich dieser Wert auf alle erneuerbaren Energien (Biokraftstoffe, erneuerbarer Strom, erneuerbarer Wasserstoff usw.) im gesamten Verkehrssektor bezieht (Straße, Schiene, Binnenschifffahrt). Der Flugverkehr bleibt allerdings jeweils ganz von den Zielen ausgeschlossen.
Gemäß Biokraftstoffquotengesetz mussten Biokraftstoffe in Deutschland bis 2014 einen Anteil von 6,25 % am gesamten Kraftstoffmarkt haben. Dies kann durch Beimischung oder den Absatz von Reinkraftstoffen erfolgen, das heißt, die Mineralöl verkaufenden Unternehmen können Biokraftstoffe ihren fossilen Kraftstoffen beimischen (B7, E5, E10, …), um die Mindestnutzung von 6,25 % zu erfüllen oder sie können Reinbiokraftstoffe (B100, E85, Pflanzenöl, …) vertreiben, um die Mindestnutzung zu erfüllen. Die Einführung des Kraftstoffs E10 mit 10 % Bioethanol statt der bis dahin zugesetzten 5 % stieß jedoch auf Akzeptanzprobleme.
Nachhaltig erzeugte Biokraftstoffe können Wissenschaftlern zufolge im Energiemix der Zukunft eine wichtige Rolle spielen. In ambitionierten Klimaschutzszenarien könnten bis 2030 etwa 20 Prozent und bis 2050 etwa 70 Prozent eines bis dahin deutlich reduzierten Kraftstoffbedarfs aller Verkehrsträger in Deutschland nachhaltig und ohne Nutzungskonkurrenzen oder zusätzliche Importe gedeckt werden. Das bedeutet, dass Biokraftstoffe entweder aus Reststoffen oder aus der Produktion auf langfristig frei gewordenen Flächen stammen, sich nicht negativ auf die Artenvielfalt auswirken, nicht den Selbstversorgungsgrad bei Nahrungsmitteln verringern und kein Wiesen- oder Weideland umgewandelt wird. Weltweit könnte sich der Biokraftstoffbedarf von 2010 bis 2050 gar verzehnfachen. Für die EU wurden zusätzliche Flächenpotenziale für Energiepflanzenanbau von 20 Millionen Hektar ermittelt; die Potenziale übersteigen demnach das politische Ausbauziel von 10 % der Biokraftstoffe.
Neben der EU setzen auch andere Länder wie die USA, Brasilien, China, Kanada oder Argentinien vermehrt auf Biokraftstoffe. 2010 ersetzten weltweit 86 Mio. Liter Bioethanol und 19 Mio. Liter Biodiesel rund 2,7 % fossile Kraftstoffe, mit steigender Tendenz. In den USA wirbt das American Security Project aus Gründen der Importabhängigkeit von fossilen Rohstoffen, welche die nationale Sicherheit gefährde, für höhere Anstrengungen für Biokraftstoffe.

## Besteuerung
Die rot-grüne Bundesregierung hat im Jahr 2003 mit einer Steuerbefreiung den Aufbau der Biokraftstoffindustrie in Deutschland stark unterstützt. Damals setzten die Produzenten insbesondere reine Biokraftstoffe (B100, E85) ab und erreichten bis 2006 hohe Marktanteile, z. B. im Diesel von etwa 12 %. Die große Koalition ab 2005 nahm die Steuerbefreiung im Jahr 2007 zurück, was insbesondere den Markt für reinen Biodiesel (B100) traf. Als Ausgleich führte die damalige Bundesregierung die Beimischung von Biokraftstoffen in fossile Kraftstoffe ein, also die Beimischung von Biodiesel in fossilen Diesel (B7) bzw. von Bioethanol zu fossilem Ottokraftstoff/Benzin (E5, später E10). Hierauf versiegte die dezentrale Erzeugung und Vermarktung reiner Biokraftstoffe, was den Markt zugunsten der Mineralölkonzerne veränderte.[21] Gegen die Einführung der Steuerverpflichtung wehrte sich die Branche politisch und gerichtlich. Durch das Bundesverfassungsgericht wurde allerdings die Rechtmäßigkeit der Besteuerung festgestellt.
Welche Bedeutung die Höhe der Steuer für den heimischen Biodieselmarkt hat, zeigt die Erfahrung der Branche aus der jüngsten Vergangenheit: Wegen der Anhebung des Steuersatzes ist der Markt für den reinen Biodiesel (B100) von 2007 bis 2011 um 97 Prozent eingebrochen; der Absatz von B100 ist inzwischen (2018) so gering, dass die offizielle Meldestatistik des Bundesamtes für Wirtschaft und Ausfuhrkontrolle (BAFA) reinen Biodiesel nicht mehr aufführt. Diese Entwicklung hat zahlreichen mittelständischen Produzenten von Biokraftstoff massive wirtschaftliche Probleme bereitet. Die Zahl der Biodieselproduktionsanlagen in Deutschland hat sich in den vergangenen zehn Jahren halbiert.
Auch zur Erreichung von bereits zugesagten Klimazielen wird daher zumindest in der Schweiz die Ausdehnung der dort bereits erhobenen Lenkungsabgaben auf Treibstoffe gefordert.
Neben einer Verschärfung der Grenzwerte für Neuwagen auf 120 g CO2 pro km im CO2-Gesetz der Schweiz könne diese Umweltsteuer die Abhängigkeit vom fossilen Erdöl verringern, sagt etwa Greenpeace.

## Bewertung von Biokraftstoffen

### Konkurrenz zur Bereitstellung von Nahrungsmitteln
Der Anbau von Energiepflanzen kann in Konkurrenz zum Anbau von Nahrungsmitteln treten. So wird die erhöhte Biokraftstoff-Nachfrage zu den Faktoren gezählt, welche die Nahrungsmittelpreiskrise 2007–2008 teilweise mit auslösten. Vor allem die Nutzung von Mais in den Vereinigten Staaten geriet damals in die Kritik. Neben dem verstärkten Anbau von Energiepflanzen waren jedoch vornehmlich andere Faktoren ausschlaggebend, namentlich Bevölkerungswachstum, steigender Fleischkonsum in Schwellenländern wie China und Indien, Dürren in bedeutenden Weizenanbauregionen und niedrige Vorräte, wie FAO und die OECD berichten. Insbesondere Spekulationsgeschäfte mit Nahrungsmitteln hätten für die Preiskrise gesorgt, erklärten Welthungerhilfe, Oxfam, UNCTAD, die Weltbank sowie der Börsenmakler Dirk Müller bei einer Sachverständigenanhörung des Bundestags.
Nach Ansicht verschiedener Beobachter sei (Stand 2012) der Welthunger nicht von mangelnder Produktion verursacht, sondern von ungerechter Verteilung. Laut Vereinten Nationen werden jedes Jahr 1,3 Milliarden Tonnen Lebensmittel in den Müll geworfen, was rechnerisch etwa viermal so viel ist wie nötig wäre, um das Hungerproblem in der Welt zu lösen. Demnach werden 28 Prozent des gesamten weltweiten Ackerlandes genutzt, um Nahrung zu produzieren, die nie gegessen wird. Allein die in den Industriestaaten weggeworfene Menge von 300 Millionen Tonnen jährlich würde reichen, um alle hungernden Menschen zu ernähren. Trotz steigender Nahrungsmittelüberschüsse im Jahr 2013 kamen die erhöhten Bestände nicht den Hungernden in der Welt zugute. Die weltweiten Vorräte an Weizen erhöhten sich für 2014/15 laut Prognose der UN-Landwirtschaftsorganisation (FAO) auf mehr als 192 Millionen Tonnen, was ca. einem Drittel einer globalen Jahresernte entspricht.
Flächenkonkurrenz kann durch Nutzung von Nebenprodukten aus der Pflanzenöl- und Ethanolproduktion vermieden werden. So werden mit dem Anbau von Energiepflanzen auf einem Viertel der weltweiten degradierten Flächen (900 Mio. ha) mehr als 500 Mio. Tonnen eiweißreiche Futtermittel erzeugt. Demgegenüber betrug der Futtermittelbedarf im Jahr 2012 700 Millionen Tonnen. Der Anbau von Energiepflanzen auf degradiertem Weideland kann auf diese Weise auch einen Baustein zur Nahrungsmittelsicherheit liefern. Ohne die Koppelprodukte aus der Biokraftstoffproduktion müsste Deutschland fast 50 Prozent mehr Soja-Futtermittel importieren. Die EU war 2012 ein Nettoexporteur von Getreide. Für das Wirtschaftsjahr 2012/13 wird mit EU-Weizenexporten von 16 Millionen Tonnen gerechnet, gegenüber Importen von 5,5 Millionen Tonnen.
Ein weiterer Weg, um Flächenkonkurrenz zu vermeiden, ist die Beschränkung der Biospritherstellung auf bislang extensiv genutzte Bereiche und Stilllegungsflächen und die Förderung von Treibstoffen aus pflanzlichen Abfallstoffen (z. B. Cellulose-Ethanol, BtL-Kraftstoffe).
Seit dem Beginn des russischen Überfalls auf die Ukraine (24. Februar 2022) sind die Preise für Getreide, Sonnenblumenöl und andere landwirtschaftliche Produkte in vielen Ländern der Welt stark gestiegen. Es wurde und wird diskutiert, den Anteil des Biokraftstoffs in Kraftstoffen zu verringern. In Österreich wird (Stand 2021) fast ein Drittel der Getreideernte zu Biokraftstoff verarbeitet.

### Klimabilanz

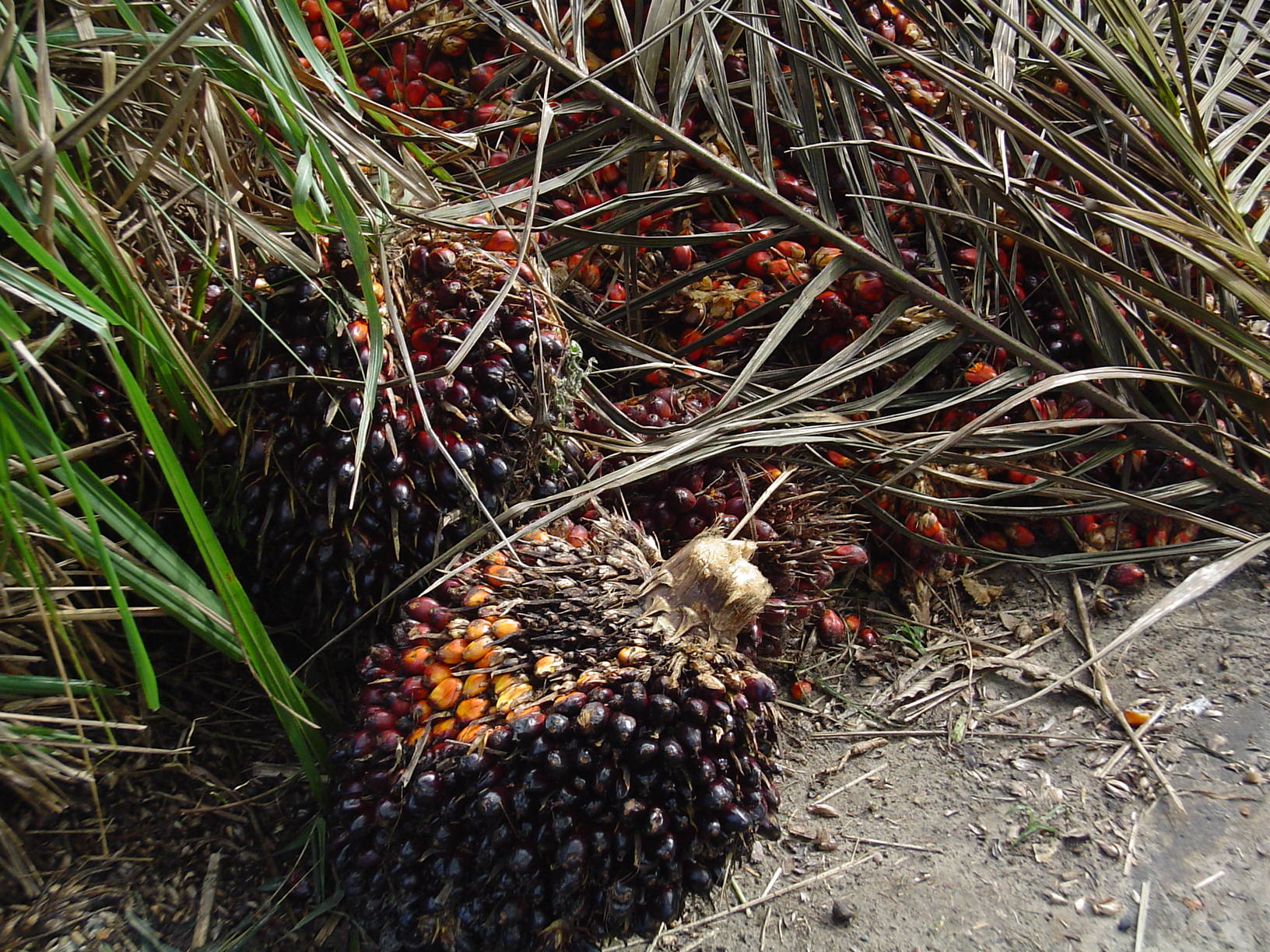
Wird für Palmölplantagen Urwald gerodet, ist der PME (Pflanzenöl-Methylester, eine Form des Biodiesels) 2,5-mal so klimaschädlich wie Diesel aus fossilem Erdöl. Wachsen die Palmen auf vorher nicht genutztem Grasland, verbessert sich die Klimabilanz.

Pflanzen nehmen während des Wachstums das Treibhausgas CO2 auf. Bei der Zersetzung oder Verbrennung der Biomasse wird nur die gebundene Menge frei, so dass der Kohlenstoff-Kreislauf geschlossen und die CO2-Bilanz somit neutral ist.
Beim agroindustriellen Anbau werden große Mengen an fossilem Treibstoff sowie Stickstoffdünger verwendet, was die Klimabilanz verschlechtert; sie bleibt jedoch deutlich positiv gegenüber fossilen Alternativen. Wenn Regenwaldflächen gerodet oder Torfmoore trockengelegt werden, um Flächen für den Anbau von Energiepflanzen zu erschließen, verschlechtert sich die Klimabilanz deutlich. Die Nutzung von degradierten Böden verbessert die Klimabilanz dagegen. Zudem ist das bei Stickstoffdüngung freiwerdende Lachgas an der Zerstörung der Ozonschicht beteiligt. Lachgas-Emissionen beim Anbau von Ölsaaten für Biokraftstoffe machen deren Beitrag zum Klimaschutz vollständig zunichte.
Biokraftstoffe führen zu Klimagas-Einsparungen von 50 % bis 70 %, je nach konkreten landwirtschaftlichen Anbaumethoden und eingesetzter Pflanze (Raps, Mais, Zuckerrohr), es sei denn, sie verdrängen Regenwaldflächen. Biokraftstoffe müssen die gesetzlich vorgeschriebenen Kriterien erfüllen (Nachhaltigkeitsverordnung) und nachweislich zu einer Mindest-Treibhausgas-Einsparung in Höhe von 35 % bzw. 50 % im Vergleich zum jeweiligen fossilen Referenzkraftstoff führen. Laut Erhebungen der Bundesanstalt für Landwirtschaft und Ernährung beträgt die durchschnittliche Treibhausgaseinsparung von deutschen Biokraftstoffen rund 44 % gegenüber fossilem Diesel und übertrifft damit die EU-Standards deutlich. Im Jahr 2011 wurden dadurch rund fünf Mio. Tonnen CO2 vermieden.
In der Zukunft, nach dem Ölfördermaximum, wird eine stärkere Nutzung von unkonventionellen Ölressourcen, wie Ölschiefer, Ölsande erwartet. Deren CO2-Bilanz ist deutlich schlechter als bei konventionellem Öl, so dass das Potential von Biokraftstoffen bezüglich einer Vermeidung zusätzlicher Treibhausgase gegenüber fossilen Kraftstoffen zunehmen wird. Aktuell stößt das in Deutschland eingesetzte Bioethanol nicht nur die in der Nachhaltigkeitsverordnung gesetzlich vorgeschriebenen 35 % weniger Treibhausgase aus als fossiles Benzin, sondern 50 % bis 85 %.
Kritisch beurteilt wird die Neuerschließung von Agrar-Anbauflächen für das Gebiet der Europäischen Union unter anderem in einer Studie des Institute for European Environmental Policy (IEEP) (Institut für europäische Umweltpolitik). In der Studie untersuchte das Institut die offiziellen Pläne von 23 EU-Mitgliedstaaten zum Ausbau der erneuerbaren Energien bis zum Jahr 2020. Bis dahin wollte Deutschland den bisherigen Kraftstoffen Benzin und Diesel etwa 5,5 Millionen Tonnen Biokraftstoff beimischen, das ist mehr als in Großbritannien, Frankreich und Spanien geplant ist. In ganz Europa sollten bis 2020 etwa 9,5 % der Energie, die für den Verkehr benötigt wird, aus Biokraftstoff stammen. Dieser wird fast komplett aus Ölsaat, Palmöl, Rohr- und Rübenzucker und Weizen produziert. Um dies zu ermöglichen, müssten der Studie zufolge bis zu 69.000 Quadratkilometer neues Ackerland entstehen. Das entspricht einer Fläche, die mehr als doppelt so groß ist wie Belgien. Bei einer Kultivierung in einem derartigen Ausmaß würden pro Jahr bis zu 56 Millionen Tonnen CO2 freigesetzt werden, was etwa 12–26 Millionen zusätzlichen Autos auf Europas Straßen entspricht. Insbesondere das Umfunktionieren von Brachland zur Gewinnung von Agrar-Anbauflächen für Biokraftstoff wird als Beeinträchtigung der Klimabilanz aufgefasst, da durch die andersartige Behandlung und Bewirtschaftung solcher Gebiete in der Bilanz in Böden und Biomasse durch Verlust an organischer Bodensubstanz weniger Kohlenstoffverbindungen absorbiert bleiben können und darüber hinaus bei der Kultivierung dieser Gebiete CO2 anfällt. In der Studie wird in einer Expansion in kultivierte Fläche hinein und, damit verbunden, in intensiver Agrarbodennutzung eine potentielle Gefahr für die Biodiversität gesehen.
| Kraftstoff 3 | Nutzungsauswirkung                                    | Emissionen1 |
| --- | ----------------------------------------------------- | ----------- |
| Diesel | Vergleichsgröße                                       | 291         |
| Palmöldiesel | mit direkter Landnutzungsänderung des Grünlandes      | 46          |
| BtL-Diesel | ohne Landnutzungsänderung (2030)                      | 50          |
| Palmöldiesel | mit indirekter Landnutzungsänderung des Grünlandes    | 112         |
| BtL-Diesel | mit indirekter Landnutzungsänderung des Ackers (2030) | 130         |
| Biodiesel | ohne Landnutzungsänderung                             | 144         |
| Palmöldiesel | ohne Landnutzungsänderung                             | 157         |
| Palmöldiesel | mit direkter Landnutzungsänderung des Regenwaldes     | 771         |
| Biodiesel | mit direkter Landnutzungsänderung des Ackers          | 265         |
| Palmöldiesel = Palmölmethylester, Biodiesel = Rapsölmethylester BtL-Diesel = Biomass-to-Liquid-(Fischer-Tropsch-)Diesel aus Kurzumtriebsplantagen |                                                       |             |

| Kraftstoff3                                     | Rohstoff                         | Wirkung                                          | Emissionen1 |
| ----------------------------------------------- | -------------------------------- | ------------------------------------------------ | ----------- |
| Benzin                                          | Vergleichsgröße                  | fossil                                           | 316         |
| Ethanol                                         | Stroh, aus Lignozellulose (2020) | (Abfall)                                         | 24          |
| BioCNG                                          | Gülle                            | (Abfall)                                         | 86          |
| Ethanol                                         | Zuckerrohr (Brasilien)           | ohne Landnutzungsänderung                        | 111         |
| Ethanol                                         | Weizen                           | ohne Landnutzungsänderung                        | 138         |
| Ethanol                                         | Zuckerrohr (Brasilien)           | mit direkter Landnutzungsänderung des Grünlandes | 161         |
| BioCNG                                          | Mais                             | ohne Landnutzungsänderung                        | 184         |
| BioCNG                                          | Mais                             | mit direkter Landnutzungsänderung des Grünlandes | 248         |
| Ethanol                                         | Zuckerrohr (Brasilien)           | mit direkter Landnutzungsänderung der Savanne    | 449         |
| BioCNG = aufbereitetes und komprimiertes Biogas |                                  |                                                  |             |

- Anmerkung1: CO2-Äquivalent: sämtliche treibhausgaswirksamen Emissionen, nicht nur die direkten CO2-Emissionen, umgerechnet auf die Klimawirksamkeit von CO2
- Anmerkung2: kWh hier als Input: erzeugte Energie in kWh unabhängig von der Effizienz der verwendeten Motoren, der Kraftstoff wird komplett umgewandelt.[18]
- Anmerkung3: als Kraftstoff genutzt in PKW mit Stand 2010

Indirekte Landnutzungsänderungen sind in der Tabelle berücksichtigt. „Wird in Brasilien eine Savanne hierfür [für den Zuckerrohranbau] gerodet, ist das Bioethanol aus dem geernteten Zuckerrohr etwa 1,4-mal klimaschädlicher als Benzin auf fossiler Basis, Wächst Zuckerrohr hingegen auf vorher überweidetem Grasland, sinken die Treibhausgasemissionen um die Hälfte“ (Fritsche (Öko-Institut)).

### Regenwälder
Im Kontext des Energiepflanzenanbaus wird eine mögliche Landnutzungsänderung diskutiert (indirect land use change / iLUC), d. h., dass beispielsweise Regenwälder dem steigenden Anbau von Energiepflanzen zum Opfer fallen.
Für die Einrichtung von Palmölplantagen beispielsweise in Indonesien werden häufig Regenwaldflächen gerodet, die eine Klimagas-Senke darstellen und eine große Artenvielfalt beherbergen. Weltweit werden jedoch nur 5 % der Palmölproduktion energetisch genutzt; der Großteil wird für Lebensmittel (Margarine, …) und Gebrauchsgegenstände (Kosmetika, Seifen, …) verwendet. Palmöl ist in Mittel- und Nordeuropa nicht als Treibstoff nutzbar, da der Treibstoff sich bei niedrigen Temperaturen verfestigt. Es wird jedoch als Treibstoff in der Strom- und Wärmeerzeugung eingesetzt. Die Rodung geschieht in Indonesien hauptsächlich durch Brandrodung, was nach einem Magazinbericht der New York Times zu einer massiven Kohlendioxidfreisetzung führte, mehr als der Ausstoß von ganz Europa; nach weiterer Quelle hat sich die Anbaufläche für Palmöl in Indonesien in den 10 Jahren nach 2006 mit einem Anstieg von 50.000 km² mehr als verdoppelt.
Im Amazonas ist dagegen der Energiepflanzenanbau (z. B. von Zuckerrohr) keine bedeutende Gefährdung der Regenwälder, sondern vielmehr der Anbau von Futtermitteln sowie Weideflächen. Laut Greenpeace gehen insgesamt 80 Prozent des Regenwaldverlustes im Amazonasgebiet auf das Konto der Tierhaltung.
Für in Deutschland verwendetes Bioethanol wird zwar kein Regenwald abgeholzt, denn das Bioethanol wird zu 90 % aus Getreide und Zuckerrüben hergestellt, die in Deutschland und der EU angebaut und auch verarbeitet werden, was aber damit gleichwohl der weltweiten Lebensmittelproduktion entzogen wird (Flächenkonkurrenz). Weitere 10 Prozent werden aus Zuckerrohr hergestellt, der auf Plantagen außerhalb des Regenwaldes angebaut wird. Die Biokraftstoff-Nachhaltigkeitsverordnung schreibt gesetzlich vor, dass ein Nachweis über die Herkunft und Produktionsbedingungen der in der EU verwendeten Bioenergie vorgelegt werden muss.

### Vermeidung von Sojaimporten durch Biokraftstoffe
Beim Anbau von Bioenergie aus Raps, Getreide und Zuckerrüben in Deutschland fallen neben dem Kraftstoff selbst auch sog. Koppelprodukte an, die als Futtermittel verwendet werden. Rapsschrot bzw. Rapskuchen aus der Biodieselherstellung sowie Getreidetrockenschlempe und Rübenschnitzel/-melasse aus der Bioethanolherstellung eignen sich in der Viehzucht als wertvolle Eiweißfuttermittel und ersetzen damit Importe von Sojaschrot aus Übersee. Dadurch vermindert sich der Druck auf Anbauflächen in anderen Ländern und mindert den Druck zur Rodung von Regenwäldern. Derzeit (2010) wachsen in Deutschland auf einer Fläche von 1,2 Mio. ha Pflanzen für die heimische Biokraftstoffproduktion. Damit wurden 2,0 Mio. t Biokraftstoffe sowie gleichzeitig 2,3 Mio. t Futtermittel hergestellt (Soja-Futtermitteläquivalent). Um die in Deutschland gehaltenen Rinder, Schweine und Hühner zu versorgen, wurden 2010 insgesamt 5,1 Mio. t Soja-Futtermittel importiert, davon 4,2 Mio. t aus Südamerika und 0,9 Mio. t aus dem Rest der Welt. Insbesondere in Südamerika wird der Sojaanbau häufig mit der Regenwaldzerstörung und nicht nachhaltigen Anbaumethoden in Verbindung gebracht.

## Gesetzliche Nachhaltigkeitsanforderungen
Durch die seit August 2009 in Deutschland gültige Biomassestrom-Nachhaltigkeitsverordnung (BioSt-NachV) und der seit September 2009 gültigen Biokraftstoff-Nachhaltigkeitsverordnung (Biokraft-NachV) soll eine nachhaltige Produktion sichergestellt werden. Grundlage der Verordnungen sind entsprechende Anforderungen gemäß der EU-Richtlinie 2009/28/EG (Erneuerbare-Energien-Richtlinie).
Flüssige Biomasse, die zur Stromerzeugung eingesetzt und nach dem Erneuerbare-Energien-Gesetz (EEG) vergütet wird, kann demnach nur gesetzlich vergütet werden, wenn nachgewiesen werden kann, dass beim Anbau verbindliche ökologischer und sozialer Nachhaltigkeitsstandards beachtet wurden. Biokraftstoffe im Verkehrssektor, die auf die gesetzlichen Quoten angerechnet werden, müssen ebenfalls die vorgeschriebenen Nachhaltigkeitskriterien erfüllen und nachweislich zu einer Treibhausgas-Einsparung in Höhe von mindestens 35 % bzw. 50 % im Vergleich zum jeweiligen fossilen Referenzkraftstoff führen.
Der Nachweis, dass die Nachhaltigkeitsanforderungen erfüllt werden, ist durch ein Zertifizierungsverfahren zu erbringen. Die Ausstellung ist an die Einhaltung anerkannter Zertifizierungssysteme gebunden und wird von unabhängigen und akkreditierten Zertifizierungsstellen wie Bureau Veritas oder dem TÜV überwacht. Die Hersteller müssen u. a. nachweisen, dass sie ihre Produkte im Interesse des Umwelt-, Klima- und Naturschutzes herstellen und keine schützenswerten Flächen zerstören.
In Deutschland gibt es derzeit zwei von der Bundesanstalt für Landwirtschaft und Ernährung (BLE) anerkannte Zertifizierungssysteme für Biokraftstoffe: International Sustainability & Carbon Certification (ISCC) und REDcert.
Der Direktor des Umweltbundesamtes, Jochen Flasbarth, erklärte: „Würden an alle landwirtschaftlichen Nutzungen so hohe Anforderungen wie an den Biosprit gestellt, dann lebten wir in einer besseren Welt.“

## Reformpläne
Die EU-Kommission plant gemäß ihrem im Oktober 2012 vorgestellten Vorschlag zur Änderung der Erneuerbare-Energien-Richtlinie, die Einbeziehung der aus Nahrungsmittelpflanzen gewonnenen Biokraftstoffe bei der Erreichung der Mindestquoten im Jahr 2020 von 10 % auf 5 % zu reduzieren. Dadurch soll die Entwicklung alternativer so genannter Biokraftstoffe der zweiten Generation auf Non-Food-Basis gefördert werden. Diese werden z. B. aus Abfall oder Stroh gewonnen und haben daher keine direkten Auswirkungen auf die globale Nahrungsmittelproduktion. Zum ersten Mal sollen bei der Bewertung der Treibhausgasbilanz von Biokraftstoffen auch die geschätzten Folgen der globalen Landnutzungsänderungen (Indirekte Landnutzungsänderung – „ILUC“) berücksichtigt werden, die etwa zur Verdrängung von Regenwäldern oder Nahrungsmittelanbau zugunsten von Biokraftstoffen führen könnten. Darüber hinaus will die Kommission die Mindestschwellenwerte für die Treibhausgasreduktion bei neuen Anlagen auf 60 Prozent erhöhen.
Mehrere Wissenschaftler, Bauernverbände und die Biokraftstoffbranche kritisierten den Vorschlag als nicht sachgerecht. Die Reduzierung der Mindestquoten von Biokraftstoffen auf Food-Basis auf 5 % sei willkürlich und die Abgrenzung zu Kraftstoffen auf Non-Food-Basis schwierig. Die nach Deutschland importierten Biokraftstoffe stammten zudem nicht aus ökologisch wertvollen Flächen, sondern von ehemals stillgelegten Flächen in Osteuropa. Die zugrundeliegenden Studien wie des International Food Policy Research Institut (IFPRI) stießen auf Kritik aufgrund methodischer Schwächen. So würde den Schlussfolgerungen der Studie zufolge die Produktion von Raps für Biodiesel etwa in Brandenburg über Verdrängungseffekte dazu führen, dass Regenwald in Indonesien abgeholzt werde, was nach Ansicht von Kritikern nicht nachvollziehbar sei. In einer gemeinsamen Stellungnahme lehnten 16 Verbände der Land- und Bioenergiewirtschaft, einschließlich des Deutschen Bauernverbands und dem Bundesverband Erneuerbare Energie, die „überstürzten“ Reformpläne der EU als nicht zielführend ab.

## Kritik
Die Bürgerrechtsorganisation Lobbycontrol kritisierte 2009 den Verband der Deutschen Biokraftstoffindustrie e. V. für Maßnahmen verdeckter Öffentlichkeitsarbeit (so genanntes Astroturfing). Die PR-Agentur Berlinpolis hatte u. a. in den Zeitungen Junge Welt, der FAZ, der Frankfurter Rundschau und auf Focus Online vorgebliche Leserbriefe veröffentlicht. Auftraggeber von Berlinpolis war die Lobbyagentur European Public Policy Advisers GmbH (abgekürzt EPPA).
Der ehemalige US-Vizepräsident Al Gore erklärte es im November 2010 als Fehler, dass er während des Wahlkampfes im Jahr 2000 mehr auf die Stimmen der amerikanischen Farmer als auf die Folgen für die Umwelt geachtet habe. Er bereue im Nachhinein seine Unterstützung für den Maisanbau, der nur der Erzeugung von Biokraftstoff diente.
In der Publikation Agrotreibstoffe – weder öko noch fair der entwicklungspolitischen Organisation Aktion 3. Welt Saar wird neben dem Argument der Verteuerung der Nahrungsmittel eingewandt, dass große Unternehmen wie zum Beispiel die Deutsche Bank vermehrt in Kulturland investierten, um darauf in Zukunft Energiepflanzen für die Biokraftstoffproduktion anbauen zu können. Laut Aktion 3. Welt Saar würde gerade auch in solchen Gebieten in Landkauf investiert, „die bisher von bäuerlicher Landwirtschaft geprägt waren und deren Besitzverhältnisse – wie überwiegend in West- und Zentralafrika – durch traditionelle und nicht durch schriftlich fixierte Landrechte geregelt sind“. „Landvertreibung und Landflucht, Monokultur und gentechnisch veränderte Pflanzen, Verschmutzung von Wasser, schlechte Arbeitsbedingungen für die oft eingewanderten Arbeiter“ seien nicht selten „die Folge solcher Landaufkäufe“.
Der Umweltwissenschaftler Ernst Ulrich von Weizsäcker sieht Biotreibstoffe nicht als Lösung im Kampf gegen den Klimawandel an. Gentechnisch manipulierte, ultraschnell wachsende Baumsorten für Biotreibstoffe der zweiten Generation würden keine überzeugende Perspektive für die Zukunft eröffnen, so von Weizsäcker.
Die Agentur für Erneuerbare Energien hat zu verschiedenen Kritikpunkten Stellung genommen.